# National Football League (Ruanda)
Die National Football League ist seit 1975 die höchste Spielklasse im ruandischen Fußball. Ausgetragen wird die Liga vom ruandischen Fußballverband (FERWAFA). An dem Wettbewerb nehmen 16 Mannschaften teil. Rekordsieger mit 23 Titeln ist der APR FC.

## Teilnehmende Mannschaften 2025/26
An der Saison 2025/26 nehmen die folgenden 16 Mannschaften am Spielbetrieb teil:
| Verein                | Sitz      | Heimspielstätte          |
| --------------------- | --------- | ------------------------ |
| Amagaju FC            | Gikongoro | Huye Stadium             |
| APR FC                | Kigali    | Kigali Pelé Stadium      |
| AS Kigali             | Kigali    | Kigali Pelé Stadium      |
| AS Muhanga (N)        | Gitarama  | Muhanga Regional Stadium |
| Bugesera FC           | Nyamata   | Bugesera Stadium         |
| Etincelles FC         | Gisenyi   | Stade Umuganda           |
| Gasogi United FC      | Kigali    | Kigali Pelé Stadium      |
| Gicumbi FC (N)        | Byumba    | Gicumbi Stadiu           |
| Gorilla FC            | Kigali    | Kigali Pelé Stadium      |
| Kiyovu Sports         | Kigali    | Kigali Pelé Stadium      |
| Marines FC            | Gisenyi   | Stade Umuganda           |
| Mukura Victory Sports | Butare    | Huye Stadium             |
| Musanze FC            | Ruhengeri | Stade Ubworoherane       |
| Police FC             | Kibungo   | Kigali Pelé Stadium      |
| Rutsiro FC            | Kigali    | Stade Umuganda           |
| Rayon Sports          | Nyanza    | Kigali Pelé Stadium      |

## Alle Meister
| - 1975: Rayon Sports FC (Nyanza) - 1976–79: unbekannt - 1980: Panthères Noires (Kigali) - 1981: Rayon Sports FC (Nyanza) - 1982: keine Meisterschaft - 1983: Kiyovu Sports (Kigali) - 1984: Panthères Noires (Kigali) - 1985: Panthères Noires (Kigali) - 1986: Panthères Noires (Kigali) - 1987: Panthères Noires (Kigali) - 1988: Mukungwa FC (Ruhengeri) - 1989: Mukungwa FC (Ruhengeri) - 1990–91: keine Meisterschaft - 1992: Kiyovu Sports (Kigali) - 1993: Kiyovu Sports (Kigali) - 1994–95: Armée Patriotique Rwandaise FC (Kigali) - 1996: Armée Patriotique Rwandaise FC (Kigali) - 1997: Rayon Sports FC (Nyanza) - 1998: Rayon Sports FC (Nyanza) - 1999: Armée Patriotique Rwandaise FC (Kigali) | - 2000: Armée Patriotique Rwandaise FC (Kigali) - 2001: Armée Patriotique Rwandaise FC (Kigali) - 2002: Rayon Sports FC (Nyanza) - 2003: Armée Patriotique Rwandaise FC (Kigali) - 2004: Rayon Sports FC (Nyanza) - 2005: Armée Patriotique Rwandaise FC (Kigali) - 2006: Armée Patriotique Rwandaise FC (Kigali) - 2006–07: Armée Patriotique Rwandaise FC (Kigali) - 2007–08: ATRACO FC (Kigali) - 2008–09: Armée Patriotique Rwandaise FC (Kigali) - 2009–10: Armée Patriotique Rwandaise FC (Kigali) - 2010–11: Armée Patriotique Rwandaise FC (Kigali) - 2011–12: Armée Patriotique Rwandaise FC (Kigali) - 2012–13: Rayon Sports FC (Nyanza) - 2013–14: Armée Patriotique Rwandaise FC (Kigali) - 2014–15: Armée Patriotique Rwandaise FC (Kigali) - 2015–16: Armée Patriotique Rwandaise FC (Kigali) - 2016–17: Rayon Sports FC (Nyanza) - 2017–18: Armée Patriotique Rwandaise FC (Kigali) - 2018–19: Rayon Sports FC (Nyanza) | - 2019–20: Armée Patriotique Rwandaise FC (Kigali) - 2020–21: Armée Patriotique Rwandaise FC (Kigali) - 2021/22: Armée Patriotique Rwandaise FC (Kigali) - 2022/23: Armée Patriotique Rwandaise FC (Kigali) - 2023/24: Armée Patriotique Rwandaise FC (Kigali) - 2024/25: Armée Patriotique Rwandaise FC (Kigali) |

## Anzahl der Titel
| Verein                         | Stadt     | Titel | zuletzt |
| ------------------------------ | --------- | ----- | ------- |
| Armée Patriotique Rwandaise FC | Kigali    | 23    | 2025    |
| Rayon Sports                   | Nyanza    | 9     | 2019    |
| Panthères Noires               | Kigali    | 5     | 1987    |
| Kiyovu Sports                  | Kigali    | 3     | 1993    |
| Mukungwa FC                    | Ruhengeri | 2     | 1989    |
| ATRACO FC                      | Kigali    | 1     | 2008    |